# Unterseeboot 587
L'Unterseeboot 587 ou U-587 est un sous-marin allemand (U-Boot) de type VIIC utilisé par la Kriegsmarine pendant la Seconde Guerre mondiale.
Le sous-marin fut commandé le 16 janvier 1940 à Hambourg (Blohm & Voss), sa quille fut posée le 31 octobre 1940, il fut lancé le 23 juillet 1941 et mis en service le 11 septembre 1941, sous le commandement du Korvettenkapitän Ulrich Borcherdt.
Il fut coulé dans l'Atlantique Nord par des destroyers alliés en mars 1942.

## Conception
Unterseeboot type VII, l'U-587 avait un déplacement de 769 tonnes en surface et 871 tonnes en plongée. Il avait une longueur totale de 67,10 m, un maître-bau de 6,20 m, une hauteur de 9,60 m et un tirant d'eau de 4,74 m. Le sous-marin était propulsé par deux hélices de 1,23 m, deux moteurs diesel Germaniawerft M6V 40/46 de 6 cylindres en ligne de 1 400 cv à 470 tr/min, produisant un total de 2 060 à 2 350 kW en surface et de deux moteurs électriques BBC GG UB 720/8 de 375 cv à 295 tr/min, produisant un total 550 kW, en plongée. Le sous-marin avait une vitesse en surface de 17,7 nœuds (32,8 km/h) et une vitesse de 7,6 nœuds (14,1 km/h) en plongée. Immergé, il avait un rayon d'action de 80 milles marins (150 km) à 4 nœuds (7,4 km/h; 4,6 milles par heure) et pouvait atteindre une profondeur de 230 m. En surface son rayon d'action était de 8 500 milles nautiques (soit 15 700 km) à 10 nœuds (19 km/h).
L'U-587 était équipé de cinq tubes lance-torpilles de 53,3 cm (quatre montés à l'avant et un à l'arrière) qui contenait quatorze torpilles. Il était équipé d'un canon de 8,8 cm SK C/35 (220 coups) et d'un canon antiaérien de 20 mm Flak. Il pouvait transporter 26 mines TMA ou 39 mines TMB. Son équipage comprenait 4 officiers et 40 à 56 sous-mariniers.

## Historique
Il effectue son temps d'entraînement à la 6. Unterseebootsflottille jusqu'au 1er janvier 1942 puis il intègre sa formation de combat dans cette même flottille.
Sa première patrouille, du 8 au 31 janvier 1942 au départ de Kiel, le fait naviguer dans l'Atlantique Nord. Les recherches de convois s'avèrent infructueuses pour l'U-587. Il rentra à la base après vingt-quatre jours en mer.
Sa deuxième et dernière patrouille commence à Saint-Nazaire, le 12 février 1942. Le 24 février, il coula un navire marchand britannique du convoi ONS-67. Durant le mois de mars, il coula 15 380 tonneaux de navires alliés, principalement au large du Canada.
L'U-587 fut coulé le 27 mars 1942 dans l'Atlantique Nord à la position 47° 21′ N, 21° 39′ O, par des charges de profondeur lancées par des navires de la Royal Navy HMS Grove, HMS Aldenham et HMS Volunteer, ainsi que par le destroyer américain USS Twiggs.
Les 42 membres d'équipage sont morts dans cette attaque.

## Affectations
- 6. Unterseebootsflottille du 11 septembre 1941 au 1er janvier 1942 (Période de formation).
- 6. Unterseebootsflottille du 1er janvier 1942 au 27 mars 1942 (Unité combattante).

## Commandement
- Korvettenkapitän Ulrich Borcherdt du 11 septembre 1941 au 27 mars 1942.

## Patrouilles
|       | Commandant               | Départ          | Départ      | Arrivée         | Arrivée     | Jours    | Succès   |
| ----- | ------------------------ | --------------- | ----------- | --------------- | ----------- | -------- | -------- |
| 1     | Kptlt. Ulrich Borcherdt  | 8 janvier 1942  | Kiel        | 31 janvier 1942 | St. Nazaire | 24 jours |          |
| 2     | KrvKpt. Ulrich Borcherdt | 12 février 1942 | St. Nazaire | 27 mars 1942    | Coulé       | 44 jours | 23 389   |
| Total | Total                    | Total           | Total       | Total           | Total       | 68 jours | 23 389 t |

Note : Kptlt. = Kapitänleutnant - KrvKpt. = Korvettenkapitän

### OpérationsWolfpack
L'U-587 opéra avec les Rudeltaktik (meute de loups) durant sa carrière opérationnelle.
- Robbe (15-24 janvier 1942)

## Navires coulés
L'U-587 coula 4 navires marchands totalisant 22 734 tonneaux et 1 navire de guerre auxiliaire de 655 tonneaux au cours des 2 patrouilles (68 jours en mer) qu'il effectua.
| Date            | Nom                   | Nationalité | Tonnage | Convoi | Fait  | Localisation         |
| --------------- | --------------------- | ----------- | ------- | ------ | ----- | -------------------- |
| 24 février 1942 | Anadara               | Royaume-Uni | 8 009   | ONS-67 | Coulé | 43° 57′ N, 44° 45′ O |
| 6 mars 1942     | Hans Egede            | Groenland   | 900     | -      | Coulé | 46° 00′ N, 55° 30′ O |
| Le 8 mars 1942  | HMS Northern Princess | Royal Navy  | 655     | -      | Coulé | 45° 22′ N, 55° 59′ O |
| 9 mars 1942     | Lily                  | Grèce       | 5 719   | ON-68  | Coulé | 43° 32′ N, 54° 14′ O |
| 23 mars 1942    | Diala                 | Royaume-Uni | 8 106   | ON-52  | Coulé | 47° 00′ N, 37° 00′ O |